# Liste du patrimoine culturel immatériel de l'humanité en Pologne
Cet article recense les pratiques inscrites au patrimoine culturel immatériel en Pologne.

## Statistiques
La Pologne ratifie la convention pour la sauvegarde du patrimoine culturel immatériel le 16 mai 2011. La première pratique protégée est inscrite en 2018.
En 2023, la Pologne compte 6 éléments inscrits au patrimoine culturel immatériel, sur la liste représentative.

## Listes

### Liste représentative
Les éléments suivants sont inscrits sur la liste représentative du patrimoine culturel immatériel de l'humanité.
| Élément                                                               | Type | Subdivision | Année | Lien  | Notes | Illus. |
| --------------------------------------------------------------------- | --- | ----------- | ----- | ----- | --- | ------ |
| La tradition de la crèche (szopka) à Cracovie                         | pratiques sociales, rituels et événements festifs savoir-faire liés à l'artisanat traditionnel                                              | Cracovie    | 2018  | 01362 | |        |
| La culture apicole dans les arbres                                    | connaissances et pratiques concernant la nature et l’univers                                                                                |             | 2020  | 01573 | Partagé avec la Biélorussie |        |
| La tradition des tapis de fleurs pour les processions de la Fête-Dieu | pratiques sociales, rituels et événements festifs                                                                                           |             | 2021  | 01743 | |        |
| La fauconnerie, un patrimoine humain vivant                           | connaissances et pratiques concernant la nature et l’univers                                                                                |             | 2021  | 01708 | Partagé avec l'Allemagne, l'Arabie saoudite, l'Autriche, la Belgique, la Corée du Sud, la Croatie, les Émirats arabes unis, l'Espagne, la France, la Hongrie, l'Irlande, l'Italie, le Kazakhstan, le Kirghizistan, le Maroc, la Mongolie, les Pays-Bas, le Portugal, le Qatar, la Syrie et la Tchéquie |        |
| Le radelage                                                           | traditions et expressions orales connaissances et pratiques concernant la nature et l'univers savoir-faire liés à l'artisanat traditionnel. |             | 2022  | 01866 | Partagé avec l'Allemagne, l'Autriche, l'Espagne, la Lettonie et la Tchéquie |        |
| La polonaise, danse polonaise traditionnelle                          | arts du spectacle pratiques sociales, rituels et événements festifs                                                                         |             | 2023  | 01982 | |        |

### Patrimoine immatériel nécessitant une sauvegarde urgente
La Pologne ne compte aucun élément inscrit sur la liste du patrimoine immatériel nécessitant une sauvegarde urgente.

### Registre des meilleures pratiques de sauvegarde
La Pologne ne compte aucune pratique listée au registre des meilleures pratiques de sauvegarde.